# Il professor Layton e il richiamo dello spettro
Il professor Layton e il richiamo dello spettro, conosciuto con tale titolo in Europa e Australia, come Il professor Layton e il flauto spettrale (レイトン教授と魔神の笛?, Reiton Kyōju to majin no fue) in Giappone e come Professor Layton e l'ultimo spettro (Professor Layton and the Last Specter) negli Stati Uniti, è un videogioco di rompicapi prodotto dalla Level-5 per Nintendo DS. È il quarto episodio della serie del Professor Layton. Il gioco è un prequel della serie, che è ambientato tre anni prima degli eventi de Il professor Layton e il paese dei misteri, racconta la storia di come Luke e Layton si incontrarono e di come Luke diventò il suo apprendista.
Il gioco include, solo nella versione americana e giapponese, anche un RPG conosciuto come "Vita di Londra" che può essere sbloccato dopo la conclusione dei puzzle.

## Trama
Il professor Hershel Layton, da poco diventato insegnante di archeologia all'università Gressenheller di Londra, riceve una lettera dal suo amico Clark Triton. Poco dopo Layton viene intercettato da Emmy Altava, la sua nuova assistente assegnatagli dal rettore Stone, e i due salgono in macchina insieme. Nella lettera Clark chiede aiuto al professore perché nella sua città di notte, durante la nebbia, un misterioso gigante attacca le case. I due arrivano a Misthallery, la città di Clark, quindi raggiungono villa Triton. Arrivati alla magione, Layton ed Emmy vengono accolti da Clark, che rivela di essere il sindaco di Misthallery e di non aver mai scritto la lettera. Scoprono che la lettera è stata inviata dal figlio del sindaco, Luke, che ha imparato a prevedere gli attacchi dello spettro e desiderava unirsi a Layton per fermarlo. Luke esce di nascosto da casa sua per unirsi alle indagini di Layton ed Emmy. Dopo aver finito di esplorare Misthallery per la giornata, vanno a passare la notte in un hotel locale. Mentre guardano fuori dalla finestra della loro stanza, sentono il suono di un flauto e vedono una grande figura oscura emergere dalla nebbia, che distrugge la città, inclusa la loro stanza d'albergo, prima di svanire senza lasciare traccia.
Il giorno dopo, Layton, Luke ed Emmy partono per trovare il mercato nero di Misthallery per scoprire informazioni sul flauto dello spettro, un manufatto che si dice conceda a coloro che lo suonano il controllo sullo spettro. Dopo aver conquistato la fiducia del Corvo Torvo, un gruppo di bambini che gestiscono il mercato, Layton scopre che il flauto è stato messo all'asta al defunto Evan Barde, un tempo l'uomo più ricco di Misthallery, poco prima che lo spettro iniziasse ad attaccare la città. I tre si dirigono quindi a villa Barde per far visita a sua figlia, Arianna Barde. Ella un tempo era amica intima di Luke, ma ora soffre di una malattia terminale e la gente del paese crede che sia una strega.
Arianna però si rifiuta di parlare, così Layton e Luke continuano a interrogare la gente del paese mentre Emmy va a Scotland Yard per saperne di più sulla morte di Evan Barde. Con l'aiuto degli ispettori Chelmey e Grosky, scopre i registri del caso, dopodiché torna a Misthallery per riunirsi a Layton e Luke. L'ispettore Grosky torna con lei, sperando che la sua stessa influenza aiuterà a convincere il capo della polizia di Misthallery, Jakes, a fornire ulteriori informazioni sul caso. Quest'ultimo rimane fermamente contrario alle indagini sulla morte di Barde e ordina a Layton di lasciare la città entro 24 ore. Nonostante le minacce di Jakes, visitano Arianna per spiegarle cosa è successo a Misthallery e a suo padre. Arianna si apre con loro e procede a guidarli al lago vicino, per poi suonare il flauto dello spettro, che in realtà è un'ocarina. Il suono fa emergere dal lago una creatura acquatica simile a una foca di nome Loosha. Jakes però arriva sul posto e prende Arianna e Loosha in ostaggio: nonostante le obiezioni di Layton, l'agente ritiene che la ragazza sia una strega e la creatura acquatica lo spettro. Layton, Luke ed Emmy visitano quindi una fabbrica abbandonata, fino a trovare l'accesso ad una stanza segreta, dove trovano quello che il professore identifica come lo spettro.
Mentre Arianna e Loosha vengono denunciate davanti ai cittadini, Layton interviene e svela la vera identità dello spettro: una macchina escavatrice che qualcuno stava usando per ritrovare il Giardino dorato. Loosha tentava di fermarla e Arianna per calmarla suonava l'ocarina; il macchinario e la creatura, immerse insieme nella nebbia, formavano un'unica entità. Layton poi procede a smascherare Jakes come un ciarlatano: per anni il commissario aveva infatti lavorato per conto del misterioso individuo dietro al piano dello spettro. La vera mente dietro al commissario, secondo il professore, è Roland Noble, il maggiordomo dei Triton. Egli si scopre essere in realtà Jean Descole, uno scienziato senza scrupoli alla ricerca del Giardino dorato, che aveva tenuto in ostaggio la moglie di Clark e il vero maggiordomo. Con il suo piano scoperto, Descole combina le sue escavatrici in una gigantesca macchina da guerra dalle fattezze di un ragno, in un ultimo tentativo di radere al suolo la città alla ricerca del Giardino dorato.
Con gli sforzi combinati di Layton, Luke, Emmy, Loosha e i bambini del mercato, il macchinario viene sconfitto e Descole è costretto a ritirarsi. Nonostante Loosha sia stata ferita mortalmente durante il combattimento, procede a distruggere le chiuse della diga della città, prosciugando il lago e rivelando l'ingresso al Giardino dorato. Mentre il gruppo entra nel giardino, Loosha muore e Arianna scopre le vere intenzioni di Loosha. La creatura sapeva che l'ambiente pulito del giardino avrebbe aiutato Arianna a guarire dalla sua malattia e ha combattuto lo spettro per assicurarsi che il giardino sarebbe sopravvissuto abbastanza a lungo da curarla. Layton ed Emmy decidono allora che terranno segreta la scoperta del Giardino dorato, almeno fino a che Arianna non sarà completamente guarita, e Luke chiede al professore di poter diventare il suo apprendista.
Nella scena dopo i titoli di coda, Luke saluta Arianna, ormai guarita e di nuovo in buoni rapporti con i suoi concittadini, e si prepara a trasferirsi a Londra con la sua famiglia. Nel frattempo Descole si allontana nottetempo a bordo di una carrozza, meditando sulla sua prossima mossa contro Layton.

## Personaggi
Professor Hershel Layton: Un professore di Archeologia presso l'università Gressenheller. Egli diventò professore all'età di 27 anni. Ha 35 anni ed è un grande appassionato di enigmi e misteri.

Una scena del videogioco. A partire da sinistra vi sono Layton, Luke ed Emmy

Luke Triton: Figlio di Clark Triton. Egli ha un'abilità spettacolare di comprensione verso gli animali. Diventerà anche l'apprendista del professor Layton.
Emmy Altava: Assistente del professor Layton, nominata dal presidente dell'università Gressenheller. Si considera un'eroina, e ama fare foto, portando la sua macchina fotografica sempre con lei.
Arianna Barde: Amica di Luke. Tutti gli abitanti pensano che sia una strega perché si è isolata da tutti per la sua malattia mortale. Guarirà grazie al sacrificio di Loosha.
Ispettore Clamp Grosky: È un ispettore di polizia di Scotland Yard (sostituito dall'ispettore Chelmey), ha una passione ardente per i misteri che richiedono la sua esperienza. È anche molto atletico ed energico.
Oscar: È un gatto che raccoglie tutti gli enigmi irrisolti per aiutare Layton a risolverli.
Rettore Stone: Preside dell'università Gressenheller, e quindi è il capo di Layton. Contrariamente ai desideri di Layton, ha assunto Emmy come sua assistente.
Clark Triton: Sindaco di Misthallery e padre di Luke. È anche un vecchio amico di Layton. È stato lui a richiedere l'aiuto del professor Layton per risolvere il mistero.
Loosha: Animale marino gigante e molto amico di Arianna e Tony. Ha sacrificato la sua vita per far guarire Arianna dalla sua malattia.
Tony Barde: Fratello minore di Arianna.
Jean Descole: Il peggior nemico di Layton. Di lui si sa ben poco e non si sa come lui e il professore si siano conosciuti.
Roland Noble: Maggiordomo della famiglia Triton. Ha un forte legame con Luke.
Henry: Misterioso giardiniere della famiglia Barde. A causa della sua faccia terrificante, gli abitanti lo temono. È molto protettivo nei confronti di Arianna ed odia i visitatori. In seguito si scoprirà essere Tony sotto mentite spoglie.
Jakes: Capo della polizia di Misthallery. È stimato da tutti gli abitanti. Dopo si scoprirà che era complice di Descole.
Toppy: Un piccolo topolino amico di Luke. Gira per Misthallery per trovare indizi e comunicarli al suo amico.
Corvo Torvo: Il demone che attacca Layton, Luke ed Emmy, inseguendoli. In un certo senso aiuterà il professore.
Crow: Capo della banda dei Corvi Torvi. Aiuterà Layton a costruire la catapulta per fermare lo spettro.
Scalmo: Serve per muoversi velocemente con la barca, è un personaggio che utilizza la barca anche in assenza d'acqua.

## La vita di Londra
La vita di Londra del professor Layton (レイトン教授のロンドンライフ?, in ing. "Professor Layton's London Life") è un RPG di 100 ore sviluppato da Brownie Brown. Il gioco presenta molti dei personaggi della serie del Professor Layton, a partire da tutti e quattro i giochi pubblicati dal 2009 e tre personaggi scaricabili da Il professor Layton e l'eterna Diva. Il gioco permette al giocatore di creare il suo avatar, facendolo vivere a Londra. Dagli abitanti vengono affidate alcune missioni, e se risolte possono far sbloccare nuovi luoghi. La grafica del gioco è molto simile a quella di Mother 3, ed è stato detto che "La vita di Londra" sia una "sbirciata" per un nuovo gioco sviluppato dalla Level-5, Fantasy Life, un videogioco prima in sviluppo per Nintendo DS, poi riconvertito per Nintendo 3DS.